# Újpesti Törekvés SE
Az Újpesti Törekvés Sportegyesület egy megszűnt labdarúgócsapat, melynek székhelye Újpesten volt. A csapat két alkalommal szerepelt az NB I-ben még az 1919-20-as és az 1923-24-es idényben.

## Névváltozások
- 1908–1925 Újpesti Törekvés Sport Egylet
- 1925 Újpest-Rákospalotai Törekvés SE
- 1925–1927 Újpesti Törekvés Sport Egylet
- 1927–1928 Újpesti Törekvés Football Club
- 1928-1944 Újpesti Törekvés Sport Egylet
- 1944 Mátyás Újpesti Törekvés SE
- 1945–? Mauthner Újpesti Törekvés SE
- 1948–1949 Pannónia-UTSE
- 1949-? Bőripari Dolgozók SE III.

## Híres játékosok
* a félkövérrel írt játékosok rendelkeznek felnőtt válogatottsággal.
- Buza Lajos
- Leitner Hermann
- Seiden Jenő

## Sikerek
NB I
- Résztvevő: 1919-20, 1923-24

NB II
- Bajnok: 1917-18, 1918-19, 1922-23